# Simeone De Magistris
Pour les articles homonymes, voir De Magistris.
Simeone De Magistris (né en 1728 à Sezze et mort en 1802 à Rome) est un érudit et évêque italien.

## Biographie
Prêtre de la Congrégation de l'Oratoire de l’Église-Neuve de Rome, Simeone De Magistris naquit à Sezze en 1728. Il se rendit très-habile dans la plupart des langues anciennes de l’Orient, qu’il parlait avec autant de facilité que sa langue maternelle. Les papes Clément XIV et Pie VI l’employèrent avec succès dans de savantes recherches sur l’antiquité ecclésiastique. Ce dernier le nomma évêque de Cyrène (de) in partibus, et le mit à la tête de la congrégation chargée de corriger les livres et les liturgies des Églises orientales. Magistris mourut à Rome le 6 octobre 1802.

## Œuvres
- P. Josephi Bianchini elogium historicum, Rome, 1764. Le P. de Magistris n’en est que l’éditeur.
- Daniel secundum Septuaginta ex tetraplis Origenis, nunc primum editus, ex singulari Chisiano codice annorum supra 1300, grec et latin, Rome, 1772, in-fol. Ce précieux volume, dédié à Clément XIV, est orné d’une excellente préface, de cinq belles dissertations et de quatre tables très-correctes. On y remarque un commentaire sur Daniel par St-Hippolyte, martyr ; la chronologie de Daniel, selon les Septante ; une confrontation de leur version avec celle de Théodotion ; des lambeaux du livre d’Esther en chaldéen, en grec et en latin ; un fragment du canon des saintes Écritures, de Papias ; une apologie de ce que les Pères ont cru communément, d’après le récit d’Aristée, sur l’histoire de la version des Septante contre Humfred Hody, Van Dale et autres critiques modernes. Le P. Fabricy, qui ne connaissait l’ouvrage de Magistris qu’en manuscrit quand il publia ses Titres primitifs de la révélation, en fait le plus grand éloge, et le regarde comme un vrai service rendu à la religion et aux lettres (t. 2, p. 39).
- Acta martyrum ad Ostia Tiberina, ex manuscripto Codice regiæ bibliothecæ Taurinensis, Rome, 1795 ;
- Sancti Dionysii Alexandrini episcopi, cognomento magni, opera quæ supersunt, grec et latin, Rome, 1796, in-fol. Cette magnifique édition est précédée de la Vie de St-Denys, et d’une préface sur l’authenticité des ouvrages recueillis par les soins de leur savant éditeur.
- Gli atti dei cinque martiri nella Corea coll’origine della Fede in quel Regno secondo la relazione scritta da monsig.r vescovo di Pekino a monsig.r vescovo di Casadra vicario apostolico nel Sut-chuen. Segue una breve notizia della Corea e del suo Cristianesimo ne’ tempi anteriori, Rome, 1801, in-8°.